# Club Atlético Central Córdoba
|  | No s'ha de confondre amb Central Córdoba. |

El Club Atlético Central Córdoba és un club de futbol argentí de la ciutat de Rosario a la província de Santa Fe.

## Història

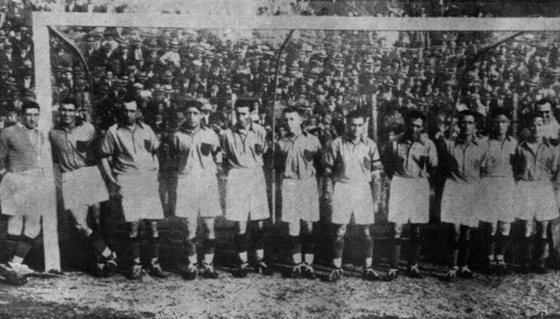
Equip el 1933 campió de la Copa Beccar Varela.

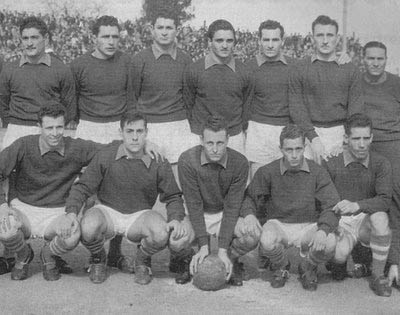
Equip campió de Primera B el 1957.

El club es fundà el 20 d'octubre de 1906 per un grup de treballadors ferroviaris de Rosario. El nom del club feia referència a l'empresa on treballaven. L'entitat s'afilià a la Liga Rosarina de Fútbol (avui Asociación Rosarina de Fútbol) i començà a competir a la Copa Nicasio Vila i al Campionat de Rosario de futbol. Guanyà el campionat de Rosario els anys 1932 i 1936, quan Newell's Old Boys i Rosario Central encara disputaven aquesta competició.
El primer camp estava als carrers Boulevard Argentino i 25 de Diciembre (avui Juan Manuel de Rosas). Més tard es traslladà als carrers Viamonte i Ocampo. Finalment, s'ubicà als carrers Virasoro i Juan Manuel de Rosas, on se situa actualment.
Jugà a la màxima categoria argentina els anys 1958 i 1959; i va tenir possibilitat d'ascens els anys 1974, 1991, 1993 i 1996.

## Palmarès

### Torneigs nacionals
- Copa Beccar Varela (1): 1934
- Primera "B" Argentina (2): 1957, 1990/91
- Primera "C" Argentina (4): 1952, 1973, 1982, 1987/88

### Torneigs locals
- Torneo Gobernador Luciano Molinas (9): 1932, 1936, 1939, 1947, 1954, 1955, 1957, 1967, 1989[1]
- Torneo Hermenegildo Ivancich (2): 2007, 2009

### Torneigs amistosos
- Campeonato del Litoral (1939)
- Triangular Humberto Semino (1959)
- Copa Gobierno de San Luis (2007)
- Copa Ibutenk (2008)

## Jugadors destacats
- Sergio Omar Almirón (1992-1994)
- Fabián Cancelarich (2000-2004)
- Silvio Carrario (1993-1994)
- Danilo Gerlo (2000-2002)
- Matias Pavoni (2001-2005)
- Daniel Pendín (1996-1997)
- Germán Pietrobon (2006-2007)
- Santiago Raymonda (2001-2002)
- Gabino Sosa (1921-1938)
- Vicente de la Mata (1936)
- Gabriel Caballero (1989-1994)
- Tomas Carlovich (?-1986)
- Mauricio Verón (2005–2006)